# Sergei Anatoljewitsch Sernow

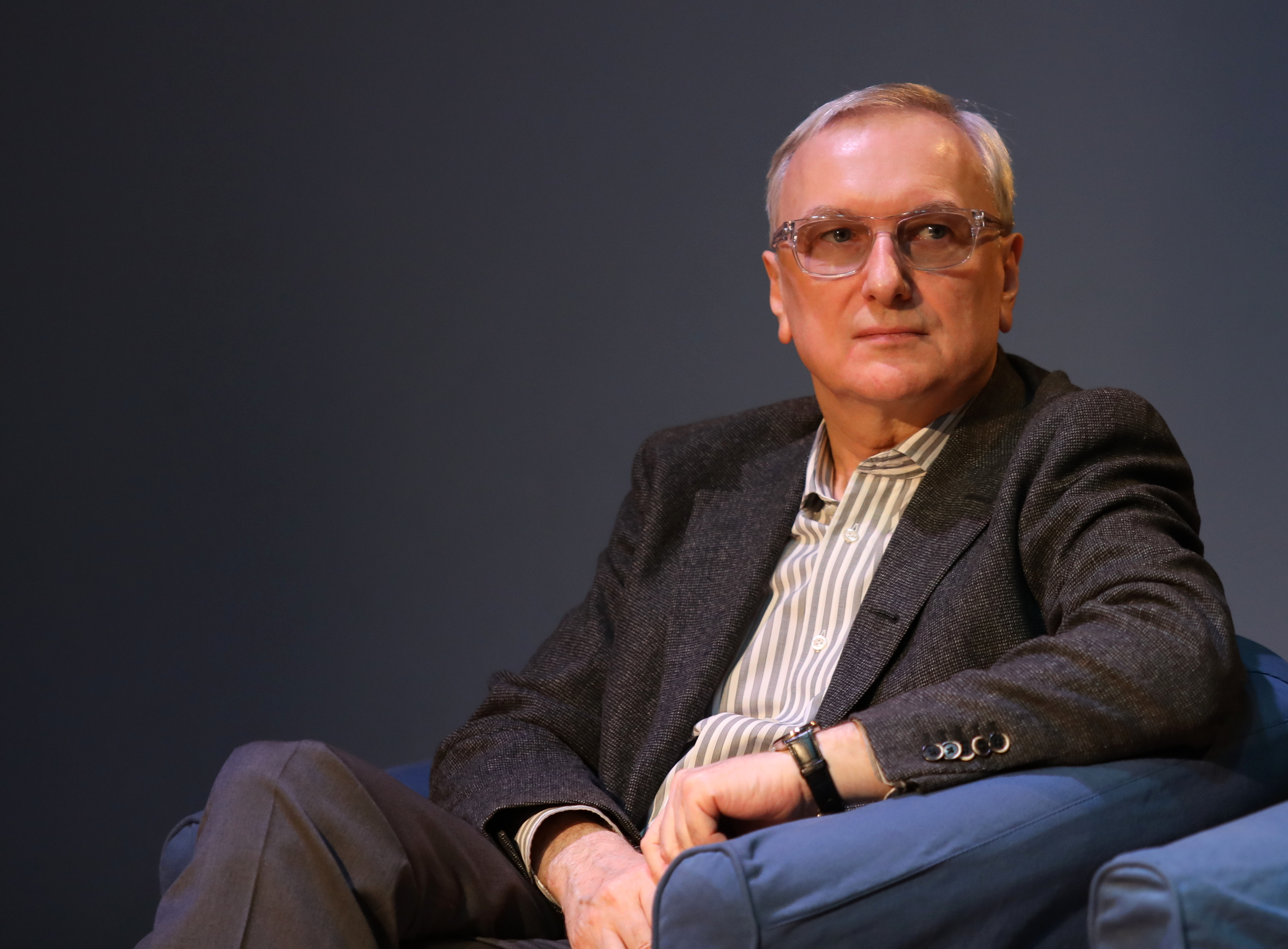
Sergei Anatoljewitsch Sernow

Sergei Anatoljewitsch Sernow (russisch Сергей Анатольевич Зернов, auch Sergei Zernov oder Sergey Zernov; * 20. Oktober 1958 in Moskau) ist ein russischer Filmproduzent und Schauspieler.

## Leben
1983 machte Sernow seinen Abschluss an der Schtschukin-Theaterhochschule des Wachtangow-Theaters. 1993 gründete er das Filmstudio Ф.А.Ф. Er war von 2003 bis 2008 General-Direktor der Zentrnautschfilm-Studios (Центрнаучфильм) und nach dessen Umbenennung des Nationalen Filmzentrums (Центр национального фильма). Von 2008 bis 2010 war er außerdem Leiter der Kinematografie-Abteilung beim Kultur-Ministerium Russlands. Aktuell arbeitet Sernow an einer Fortsetzung seines Films Space Dogs, die 2013 erscheinen soll.

## Filmografie

### Als Produzent
- 1993: Doroga w raj
- 1997: Nesnaika na lune
- 1999: Nesnaika na lune - 2
- 2001: Musorschtschik
- 2003: Animated Century (Dokumentarfilm)
- 2005: Parnikowyj effekt
- 2005: Fabrika Tschudes. Regisseur-multiplikator (Kurzfilm)
- 2005: Neuprawljaemy sanos
- 2005: Rysak
- 2005: Runaway Skidding (ausführender Produzent)
- 2006: Fabrika Tschudes. Animator
- 2006: Fabrika tschudes. Chudoschnik-postanowtschik
- 2006: Flesh.ka
- 2007: Georg
- 2008: Otkrytoe prostranstwo
- 2010: Space Dogs
- 2012: Doch

### Als Schauspieler
- 1994: Schelesny sanawes